# Amauronematus aeger
Amauronematus aeger är en stekelart som beskrevs av Friedrich Wilhelm Konow 1895. Amauronematus aeger ingår i släktet Amauronematus, och familjen bladsteklar. Arten är reproducerande i Sverige.